# Adolf Šelmec
Adolf Šelmec, původním jménem Adolf Schweiner (25. září 1881 Zvolen – 20. ledna 1979 Bratislava), byl slovenský a československý politik a meziválečný senátor Národního shromáždění ČSR za Republikánskou stranu zemědělského a malorolnického lidu.

## Biografie
Vystudoval gymnázium v Banské Bystrici a Budapešťskou univerzitu. Zde roku 1910 promoval a působil jako učitel dějepisu, zeměpisu a latiny na gymnáziích v Levoči, Košicích a v Prešpurku. Za první světové války bojoval v rakousko-uherské armádě a jako důstojník padl do ruského zajetí. V roce 1918 tam redigoval list Golos Samarkanda, od roku 1919 byl šéfredaktorem listu Turkestanskije Izvestija. Roku 1922 se vrátil do ČSR. Angažoval se v agrární straně. Byl předsedou krajské organizace Sdružení úředníků Republikánské strany.
V parlamentních volbách v roce 1929 získal senátorské křeslo v Národním shromáždění. Mandát obhájil v parlamentních volbách v roce 1935. V senátu setrval do jeho zrušení roku 1939, přičemž krátce předtím, v prosinci 1938, ještě přestoupil do klubu Hlinkova slovenská ľudova strana - Strana slovenskej národnej jednoty, do které se spojily všechny slovenské nesocialistické strany.
Po Mnichovu se v říjnu 1938 podílel za slovenské agrárníky na dojednávání Žilinské dohody coby společné platformy slovenských stran ve prospěch autonomie a byl jedním ze signatářů její finální verze.
Profesí byl ředitelem reálného gymnázia v Košicích.